# Чепчугов, Иван Никифорович
Иван Никифорович Чепчугов — дворянин московский.
Сын Никифора Павловича Чепчугова упоминается в числе московских дворян уже в 1577 году.  
В числе выборных от городов 1 августа 1598 года он подписался под грамотой об избрании на царство Бориса Годунова. В 1600 году был приставом при персидском (кизылбашском) после Исеналее. При Василии Шуйском в 1606—1607 году был воеводою на Двине, в 1608 году упоминается в чине свадьбы царя, а вскоре после свадьбы, по-видимому, был пожалован в думные дворяне и сделан царицыным кравчим. В 1609 году был послан в Касимов к боярину Шереметеву, действовавшему тогда против поляков, с милостивым царским словом и с приказанием Шереметеву не медлить и идти скорее к Москве. После низвержения Шуйского, когда в Москве образовалось несколько партий, очень трудно выяснить, к какой из них принадлежал Чепчугов: в одной дошедшей до нас грамоте 1610 года он упомянут как приверженец Шуйского, по другим же сохранившимся известиям Чепчугов, по грамоте короля Сигизмунда от 11 декабря 1610 года, получил ясельничество, и это дает повод думать, что он принадлежал к польской партии, по третьей дошедшей до нас грамоте, от 11 апреля 1611 года, видно, что Чепчугов в это время был в войске Прокопия Ляпунова, который послал его воеводой в Сольвычегодск с поручением собрать там денег для содержания войска, что заставляет считать его ревностным приверженцем русской партии. Как бы то ни было, но 11 апреля 1611 года он был отправлен воеводой в Сольвычегодск, откуда вернулся в октябре того же года к Москве на земскую службу. После этого сведений о нём нет. 

## Источник
- Лихач Е. Чепчугов, Иван Никифорович // Русский биографический словарь : в 25 томах. — СПб.—М., 1896—1918.